# Tom Löfstedt
Tom Arvid Paul Löfstedt, född 18 maj 1954 i Stockholm, är en svensk seglare. Han har vunnit flera SM, kommit tvåa i EM och 2004 vann han ”75th Anniversary Regatta” för drakbåtar. Han är fortfarande aktiv och seglar mest Starbåt och J70.

## Meriter
Meriter som rorsman i officiella mästerskap 1969-1984 och 2002-framåt:
- 19 SM-guld
- 6 NM-guld
- 2 VM-silver
- 1 EM-silver
- 2 EM-brons